# Jean-Baptiste Jehannin de Chamblanc
Jean-Baptiste-François Jehannin de Chamblanc, né à Dijon en 1722 et mort à Dompierre le 2 février 1797 est un juriste, conseiller du Parlement de Bourgogne et collectionneur d'objets d'art français.

## Biographie

### Naissance et famille
Jean-Baptiste-François Jehannin, seigneur de Chamblanc, naît à Dijon le 2 février 1722,. Il est le fils d'Antoine Jehannin-Arviset, conseiller au Parlement de Bourgogne, et de Jeanne Mouchevaire, fille du défunt Jean-Baptiste Mouchevaire, trésorier de la chambre des comptes de Dijon,. Il a une sœur, Claire Philiberte Jehannin. La première mention de la famille Jehannin remonte à la toute fin du XVe siècle, où elle apparaît comme une famille de marchands fortunés appartenant à la bourgeoisie de Louhans, originaire de Sagy. Elle accède pour la première fois à la profession d'avocat en 1586, lorsque Jean Jehannin, fils de Philibert Jehannin et Pernette Gaillard, abandonne le métier de marchand. Après avoir occupé de nombreuses charges magistrales qui hissent les Jehannin au sommet de la société et consolidé une ascension financière fulgurante tout au long des XVIe et XVIIe siècles, la famille obtient un titre de noblesse en 1689. La famille appartient à ce qu'on appelle la noblesse de robe au siècle des Lumières. Jean-Baptiste-François Jehannin de Chamblanc est le dernier d'une longue ligné d'avocats et de parlementaires bourgignons, dont le plus connus est son grand-père François-Claude Jehannin, que l'on surnomme « le Papinien de la Bourgogne » par Bernard de La Monnoye,,. Jean-Baptiste-François Jehannin de Chamblanc se distingue par ses excentricités ainsi que par son engagement dans la vie culturelle dijonnaise,.
Le 14 janvier 1754, à trente-deux ans, Jehannin de Chamblanc épouse Catherine Parigot de Santenay, fille de Philibert Parigot de Santenay, conseiller secrétaire du roi à Dole en 1729 et conseiller au Parlement de Metz,. De leur union naît un fils, Antoine-Henri, qui meurt cependant en bas âge, seulement deux jours après sa naissance,. On lui prête également plusieurs liaisons extraconjugales : il aurait eu pour maîtresse Mademoiselle de Crône, avec qui il entretient une correspondance amoureuse, mais aussi Madame de La Marche, née Berbis, épouse du premier président du Parlement de Bourgogne, ainsi que Mademoiselle Davot, à qui il lègue une montre en or dans son testament. Devenu veuf en 1767, il ne se remarie pas,.

### Parcours personnel et vie adulte
Sa première formation se déroule au collège jésuite des Godrans de Dijon (aujourd’hui la Bibliothèque patrimoniale et d'étude), puis à la faculté de droit,. À dix-neuf ans, Jean-Baptiste-François Jehannin de Chamblanc intègre le Parlement de Bourgogne, où il exerce la charge de conseiller de 1741 à 1761,. En 1761, à trente-neuf ans, il renonce à sa carrière de conseiller à la Tournelle, chambre du parlement dijonnais jugeant les procès criminels, après avoir accompli les vingt années réglementaires de magistrature, pour se consacrer pleinement à ses collections et à ses études,,. Le métier ne semble pas l’avoir satisfait intellectuellement, car dès 1755, il écrit au président Fyot de la Marche: « Nous ne faisons autre métier que de balayer avec nos queues traînantes le parquet poudreux de la Tournelle, où nous nous ennuyons à déchiffrer de vieilles paperasses qui ne valent pas assurément les inscriptions lapidaires ».
À l’instar de son oncle Philibert Jehannin de Chamblanc – qu’il fréquente sans doute assidûment –, Jean-Baptiste-François se passionne pour les arts, les lettres et la poésie. En 1752, à seulement trente ans, il est déjà reconnu pour sa vaste culture et son érudition, une notoriété qui l’établit dans la ville de Dijon et même au-delà, auprès de savants, tels que Georges-Louis Leclerc de Buffon ou Antoine-Laurent de Jussieu. La ville de Dijon regorge de bibliothèques savantes et patrimoniales réputées, comme celle du président Bouhier et bien d'autres (Févret de Fontette, Du Thilliot, De Ruffey, Quarré de Quintin, etc.). Cette notoriété incite Gilles Germain Richard de Ruffey, président de la Chambre des comptes de Bourgogne et ami de Voltaire, à l’inviter à devenir l’un des membres fondateurs d’une société littéraire. Inspirée de celle de Jean Bouhier, président du Parlement de Bourgogne, à laquelle son oncle avait appartenu, cette société réunit Charles de Brosses et son frère, M. de Tournay, l’abbé Espiard de La Borde, Charles-Marie Févret de Fontette (dont la collection d’estampes est aujourd’hui à la Bibliothèque nationale), ainsi que l’abbé Legouz ; tous sont plus ou moins cousins, faisant de ce cercle une véritable « association familiale ». Le président Ruffey écrit à son sujet : « Monsieur de Chamblanc [...], possédait le germe de tous les talents pour lesquels il avait les plus heureuses dispositions ; il effleure toutes les sciences, mais, soit par paresse, soit par inconstance, il n’en approfondit jamais aucune. Il avait la physionomie et l’humeur sombres et affectait en tout la singularité, dans l’intention de se faire remarquer... ». Il consacre toute sa fortune à sa collection et constitue une bibliothèque remarquable par ses volumes enluminés, principalement consacrés aux sciences naturelles et issus de toute l’Europe.
Il présente un grand intérêt pour les sciences, une discipline enseignée au collège des Godrans, qui possédait l'un des laboratoires les mieux dotés de France à cette époque. Louis-Gabriel Michaud, auteur du Dictionnaire de biographie universelle ancienne et moderne, paru en 1843, présente Jehannin de Chamblanc comme se livrant « plus exclusivement à l'étude de l'histoire naturelle, composant pour son usage personnel plusieurs traités d'histoire naturelle ». Des Marches parle lui aussi de son intérêt pour les sciences et l'histoire naturelle dans son Histoire du Parlement de Bourgogne de 1733 à 1790.

Jehannin de Chamblanc est doué pour les langues : il parle couramment l'anglais (il possède 450 ouvrages en anglais, dont de nombreux romans), l'allemand (plus de 700 titres dans cette langue, traitant principalement des sciences, de la physique et de la botanique) et l'italien (plus de 150 livres de poésie et de théâtre). Il possède également quelques ouvrages en grec et en espagnol. À l'inverse du latin, qu'il a appris au collège, ces langues n'y sont pas enseignées. Il s’intéresse également aux langues régionales et étrangères, comme le groenlandais, le chaldéen, l'hébreu, le huron ou le tibétain, alors considérées comme « exotiques ». Pour cela, il rassemble de nombreux dictionnaires spécialisés, environ 450 selon l'inventaire des saisies révolutionnaires et différents livres de grammaire. Certaines sources rapportent qu’il maîtrise 17 langues et qu’il a traduit un « livre chinois de botanique ». Richard de Ruffey ajoute : « Cependant aimable quand il voulait, ayant l’esprit orné et beaucoup de mémoire, ce qui rend sa conversation fort agréable ; il s’attarde toujours sur des sujets singuliers et sur les choses les moins connues des pays les plus éloignés... ».

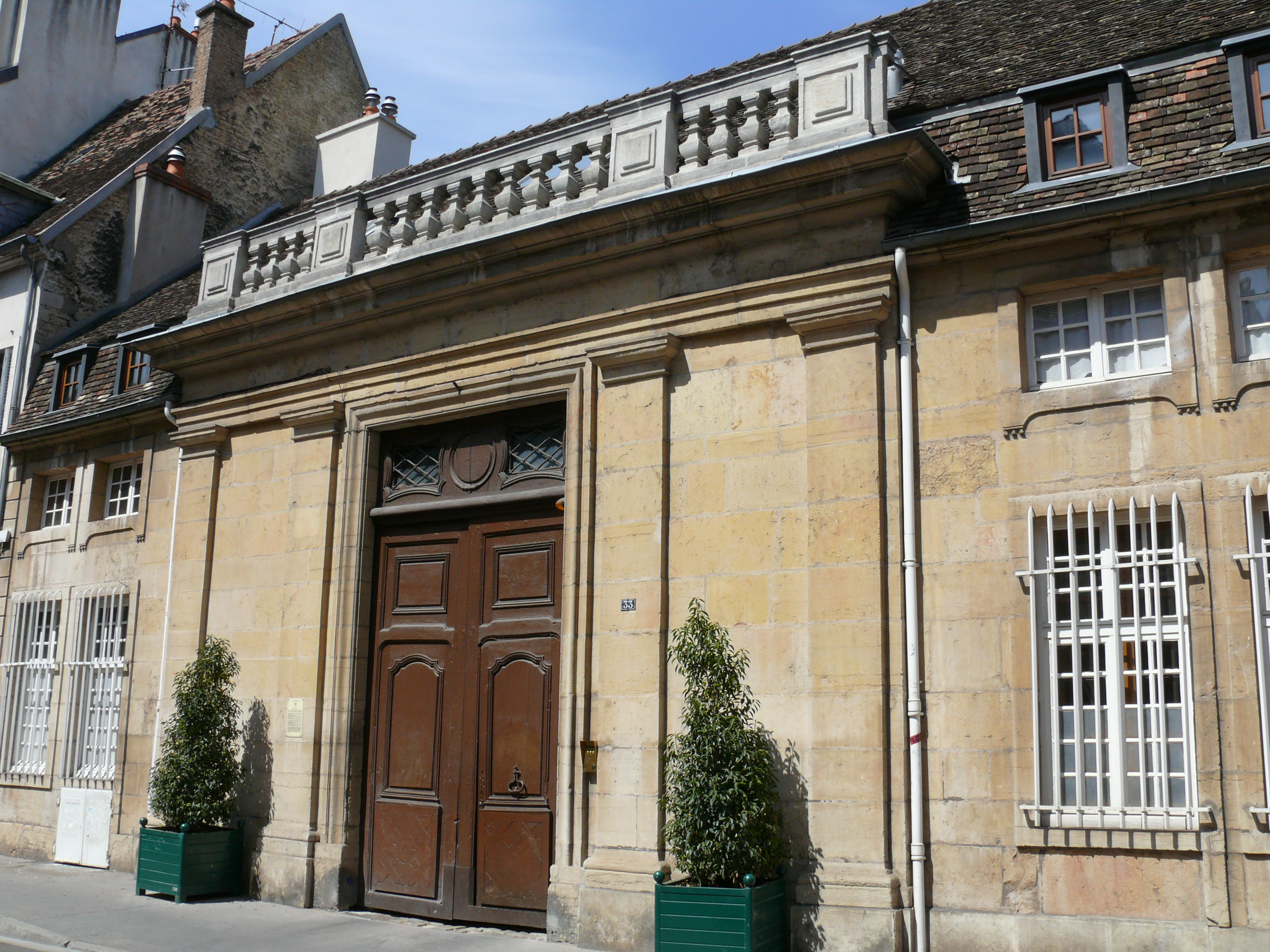
Portail de l'hôtel particulier de la famille Chamblanc

Grâce à un patrimoine financier important, attesté par des contrats d’emprunts royaux, il se constitue d’importantes collections variées, qu’il expose dans son hôtel particulier situé rue Chanoine à Dijon (actuellement 33 rue Jeannin). Au fil des années, celles-ci s’accroissent tellement qu’il est contraint de transformer son hôtel en y faisant construire deux galeries attenantes. Celles-ci abritent sa bibliothèque et des cabinets spécialisés.
Pendant près de quarante ans, Jehannin de Chamblanc amasse, organise et entretient sa collection avec une minutie extrême. Il se défait de sa formation initiale d'avocat pour se créer une réputation de collectionneur et d'érudit particulièrement éclairé dans certains domaines, tels que les sciences naturelles. De 1763, année où il hérite de son patrimoine, jusqu'à 1789, année où il quitte Dijon, Jean-Baptiste-François vend progressivement ses titres et ses biens immobiliers pour se consacrer exclusivement à son intérieur et à ses collections.

### Mort et héritage
En 1789, malade, Jehannin de Chamblanc part en cure sur les conseils de son médecin. Il commence par prendre les eaux en Auvergne en 1790, avant de se rendre en Suisse en 1792, voulant se rendre à Yverdon. Trop affaibli pour voyager plus loin, il est contraint de s'installer à Dompierre, près de Fribourg. Miné par la maladie, il ne quitte plus Dompierre, où il s’éteint le 26 octobre 1797, sans avoir pu revenir à Dijon.

## Collections de Jehannin de Chamblanc
À partir de 1750 environ, Jehannin de Chamblanc se lance dans la constitution d'une collection de type encyclopédique. En quelques décennies, il assemble dans son hôtel particulier une collection particulièrement importante et hétéroclite. Celle-ci est estimée à près de 20 000 ouvrages, au moins 10 000 estampes et gravures, des dessins, ainsi que 284 tableaux. D’autres sources évoquent jusqu’à près de 20 000 à 25 000 estampes et dessins. S'y ajoutent un cabinet de chinoiseries, des bronzes, des armes, des émaux, 3 000 empreintes et moulages d’intailles. Jehannin avait également un cabinet de physique avec plus de 800 instruments et un cabinet d’histoire naturelle. 
Plusieurs sources permettent de connaître la composition de la collection : 
- l'inventaire des estampes, rédigé par Jehannin de Chamblanc lui-même et complété par des annotations des commissaires révolutionnaires en 1792
- le catalogue de la bibliothèque, également dressé par le collectionneur mais malheureusement lacunaire[21]
- les inventaires dressé par les commissionnaires dans le cadre des saisies révolutionnaires, conservés au archives départementales de la Côte d’Or et aux archives municipales de Dijon.

Une autre source pour la connaissance de sa collection sont les mémoires rédigés par Jehannin de Chamblanc lors de la construction et l’aménagement des galeries destinée à accueillir ses collections dans la continuité de son logement.

### Bibliothèque
Installée d’abord dans la première galerie de son hôtel particulier, puis rapidement étendue à la deuxième galerie et la maison Roblot que Jehannin de Chamblanc louait juste à côté de sa propriété pour y vivre, la collection de livres amassée par le collectionneur s’intéresse à de nombreux domaines. Grâce aux inventaires des commissaires révolutionnaires, réalisés méthodiquement et répertoriant les mentions éditoriale, les formats, le nombre de volumes et la localisation précise de chaque titre, la répartition des livres par typologie adopté par Jehannin de Chamblanc a pu être reconstituée. Si à l'instar des autres bibliothèques privées dijonnaises, une partie importante des ouvrages porte sur la littérature, les arts, et la linguistique ou la théologie, la deuxième galerie construite par Jehannin de Chamblanc accueille un répertoire important d’ouvrages scientifiques français et étrangers complémentaires de son cabinet d’histoire naturelle.

### Collection d'estampes
La collection d’estampes et de dessins de Jehannin de Chamblanc est estimée à environ 20 000 à 25 000 feuilles. Son détail est connu grâce à l'inventaire rédigé par le collectionneur, dans lequel il a répertorié méthodiquement pour chaque estampe les mentions éditoriales (Titre, auteur, date de publication, lieux d’édition,...) et le prix consacré à leur acquisition. Originellement constitué de 26 cahiers, cet inventaire est aujourd'hui réuni en un seul volume, conservé par la bibliothèque et numérisé sur son site internet.
Un système de cotation développé par Jehannin de Chamblanc qui permettait de rattacher chaque estampe à la fois à un portefeuille et aux informations qui leur correspondent dans les inventaires manuscrits de la collection. 
Aujourd’hui, un peu plus 45 % des feuilles décrites dans l’inventaire manuscrit de Jehannin de Chamblanc ont pu être identifiées dans les collections de la Bibliothèque municipale de Dijon. 
La collection comprend entre autres un fonds important de vues topographiques et de vues d’optiques imprimées et peintes, de la gravure ancienne ainsi que des techniques de gravure nouvellement inventées au XVIIIe siècle pour reproduire les dessins et peintures de maîtres en couleurs.

#### Vues topographiques et vues d'optique
Parmi les 1 327 estampes de topographie de sa collection, Jehannin de Chamblanc avait rassemblé environ 80 estampes qui sont qualifiées de vues d'optique. Ce genre, apparu à la fin des années 1750 connaît un succès retentissant qui se prolonge jusqu'à la fin du XIXe siècle. Ces vues se répandent à travers toute l'Europe et sont collectionnées par toutes les classes sociales. Elles montrent des sujets topographiques en reprenant les compositions des vedute.
Il convient de souligner que Jehannin de Chamblanc ne qualifie jamais ces oeuvres de « vue d'optique » ni dans les titres qu'il consigne, ni dans les descriptions de sa collection. Une partie de sa collection est dépourvue de coloris. Par conséquent, ces planches en noir et blanc sont avant tout collectionnées pour leur contenu et non pour leur effet « optique ». Il est surprenant de constater l'absence de vues « extra-européennes » dans sa collection, au regard de son intérêt prononcé pour l'Extrême-Orient, qui l'incita à développer un cabinet chinois.
Pour constituer sa collection, Jehannin se fournissait auprès des mêmes éditeurs. La majorité des estampes provient de Paris avec quelques exemplaires d'Augsbourg. On en dénombre 9 de Beauvais, 10 de Basset, 12 de Chereau, 23 de Daumont, ainsi que 14 de Mondhare. A l'exception des oeuvres publiées par Mondhare, dont l'exécution est plus rustique et moins soignée en raison de leur orientation vers un public plus populaire, la qualité de la production semble globalement satisfaisante. Mais cette collection de vues d'optique témoigne avant tout d'un goût marqué pour la géographie et les voyages, un aspect souligné par Annie Chaux-Haïk, qui s'accompagne d'une sur-représentation des ouvrages géographiques et des récits de voyage. Par ce biais, Jehannin de Chamblanc manifeste son désir de découvrir le monde, non pas par des déplacements physiques mais par une culturelle visuelle très riche, permettant ainsi une exploration du monde plus intellectuelle que physique.

#### Recueils factices d'estampes en couleurs
L'ensemble d'estampe en couleur est réparti en trois recueils factices. Le premier contenant principalement des portraits est constitué de 60 estampes. Le deuxième composé de paysages en compte 24, tandis que le troisième est composé de scènes mythologiques et comporte 21 estampes.
Au XVIIIe siècle, un certain nombre d'innovations techniques développées par des graveurs en quête de l'imitation de la peinture, du crayon, et du pastel permettent le développement de l’estampe en couleur. Ces techniques s’appuient principalement sur la superposition, dans un ordre spécifique, de matrices gravées de motifs complémentaires imprimées en différentes couleurs sur une seule et même feuille de papier.
La technique initiale de la trichromie en manière noire est aujourd’hui attribuée à Jacob Christoph Le Blon dont une cinquantaine de planches gravées entre Londres et la France sont aujourd’hui connue. La technique est ensuite perpétuée par les Gautier d’Agoty, qui se spécialisent progressivement dans les gravures d’anatomies, en plus des reproductions d’après la peinture ou le pastel. La collection de Jehannin de Chamblanc compte notamment un exemplaire de la Tête de Vieillard, attribué à Le Blon et Jacques-Gautier d’Agoty, le père, son apprenti.
Plusieurs exemples de manière de crayon gravées par Gilles Demarteau ou Louis-Marin Bonnet sont aussi présents dans la collection, notamment d’après des dessins de François Boucher, Jean-Baptiste Huet, et divers tableaux mythologiques.

### Naturalia
Jehannin de Chamblanc crée, comme antichambre de ses bibliothèque, des cabinets de curiosité et de science destiné à accueillir à la fois ses collections d’exotica pour le premier et ses collections de naturalia pour le second. Botaniste, il correspond avec Buffon et Jussieu à propos de sciences naturelles et de ses collections. Une partie de sa collection est aujourd'hui au museum d'histoire naturelle de Dijon.

### Arts asiatiques
L'intérêt qu'a développé Jehannin de Chamblanc pour l'Asie est visible tant dans sa bibliothèque que dans les collections d'art qui ont été préservées. Ainsi, l'inventaire de sa bibliothèque cite de nombreux titres liés à l'Asie : traité de botanique, récits de voyages, manuels de techniques d'artisanat, ouvrages de géographie, d'histoire, de linguistique... Ces références bibliographiques sont également complétées par des collections d'arts graphiques asiatiques, notamment des peintures chinoises et miniatures indiennes,.
Le collectionneur, empreint de la curiosité savante de son époque, possédait un « cabinet chinois » au sein de son hôtel particulier à Dijon. Ce cabinet permettait de présenter l'ensemble de ses objets asiatiques, contrairement à ce que le nom de la pièce laisse penser, ses collections ne se restreignaient pas à la Chine. Entre autres, deux cabinets en laque namban ont été conservés et sont aujourd'hui au musée des Beaux-Arts de Dijon. La majorité des collections asiatiques de Jehannin de Chamblanc sont aujourd'hui manquantes, mais ses livres de comptes et l'inventaire dressé par François Devosges permettent de rendre compte précisément des objets que ce cabinet contenait.

#### Traité chinois de botanique médicale
Des collections de Jean-Baptiste Jehannin de Chamblanc provient également le Traité chinois de botanique médicale (XVIIIe siècle) conservé à la Bibliothèque municipale de Dijon. Aux objets décoratifs de son cabinet chinois, s'ajoutait dans sa bibliothèque de plus de 20 000 volumes ce traité, témoin de l’intérêt occidental pour la médecine et la botanique chinoises.

Feuillet 24 - Traité chinois de botanique médicale

Rédigé en chinois et illustré de dessins en couleur, il suit la classification du Bencao Gangmu, un ouvrage de référence en pharmacopée traditionnelle chinoise. Chaque page présente jusqu’à quatre plantes médicinales, avec des descriptions précises de leur origine, de leurs propriétés et de leurs usages thérapeutiques. Structuré en sept grandes catégories (herbes, céréales, légumes, fruits, arbres, insectes, poissons/reptiles) et vingt-huit sous-catégories, il synthétise efficacement des connaissances essentielles pour la guérison suivant la pensée chinoise. Plus concis que le Bencao Gangmu, il reste un témoignage du dialogue entre savoirs asiatiques et européens lors de l'ère des grands voyages des jésuites en Orient. La Bibliothèque municipale de Dijon conserve également 102 feuillets d’une traduction latine du traité ayant appartenu à Jean-Baptiste Jehannin de Chamblanc, réalisée par ces jésuites voyageurs soucieux de diffuser de précieuses connaissances - scientifiques et artisanales - en Europe.

#### Ensemble de 130 plaques en laque et imitation de laque
Un ensemble de plus de 130 plaques décoratives en laque et en imitation de laque sont issues de la collection Jehannin de Chamblanc et aujourd’hui conservées au musée des Beaux-Arts de Dijon. Ces plaques en bois ou métal de petit format ont été laquées selon différentes techniques d’ornementation et d’incrustation. Il s’agit de fragments de boîtes ou coffrets provenant de Chine et du Japon. Si l’importation de laques japonaises et chinoises est attestée en Europe à partir du XVIe siècle, c’est véritablement au XVIIIe siècle que celles-ci deviennent une marchandise de luxe à forte demande, dans le goût de l’époque des Chinoiseries.
Ainsi, ces plaques témoignent de la pratique - spécifique au XVIIIe siècle - de découpe des laques asiatiques afin de les intégrer dans les intérieurs européens. Du fait de la solidité du matériau, cette technique de découpe des plaques de laque est développée et maîtrisée par des artisans spécialisés. Les marchands merciers coordonnent l’assemblage de cette production en impliquant plusieurs artisans spécialisés. Ils fournissent l’artisan en objets laqués afin que ceux-ci soient découpés, puis ils commandent l’incorporation des plaques dans du mobilier européen. Ils vendent ensuite ces produits de grand luxe à une clientèle fortunée.
Les 130 plaques de ce fonds ont sans doute été achetées par Jehannin de Chamblanc auprès d’un marchand-mercier, peut-être en faillite. Elles correspondent à l’étape intermédiaire de la production, où les laques ont été découpées mais n’ont pas encore été intégrées dans du mobilier. Cet ensemble témoigne de l’intérêt qu’avait Jehannin de Chamblanc pour cette technique, peu connue pour les Occidentaux du XVIIIe siècle. Différents ouvrages présents dans sa bibliothèque sur les techniques et couleurs des vernis montrent également sa curiosité pour cette production d’Extrême-Orient,.
En outre, ce corpus comprend également des imitations de laque asiatique produites avec des vernis européens. Celles-ci, marquées par un perfectionnement de la dorure dans le style des laques maki-e, reflètent encore une fois la volonté qu’avaient les européens de s’approprier cette technique. Ces imitations constituent donc un exemple particulièrement raffiné de Vernis Martin.

#### Le paravent en laque de Coromandel
La collection de Jehannin de Chamblanc comporte un laque de Coromandel, un paravent au décor gravé et peint d’un grand raffinement. Daté de la fin du XVIIe siècle et du début du XVIIIe siècle, sous la dynastie des Qing et plus particulièrement du règne de Kangxi ou Qianlong, il dépeint une scène de cour : l’arrivée d’une délégation et les festivités en l’honneur du général guo Ziyi (697-781) des Tang. L’objet devait faire partie du mobilier en laque destiné à l’agencement du cabinet chinois. Le paravent se compose de huit panneaux qui avaient été dissociées pour être montés et encadrés en boiseries dans le cabinet.

Paravent en laque de Coromandel composé de huit panneaux et représentant les festivités en l'honneur du général Guo Ziyi (697-781), musée des Beaux-Arts de Dijon

Il est aujourd'hui conservé au musée des Beaux-Arts de Dijon.

#### La collection de miniatures indiennes

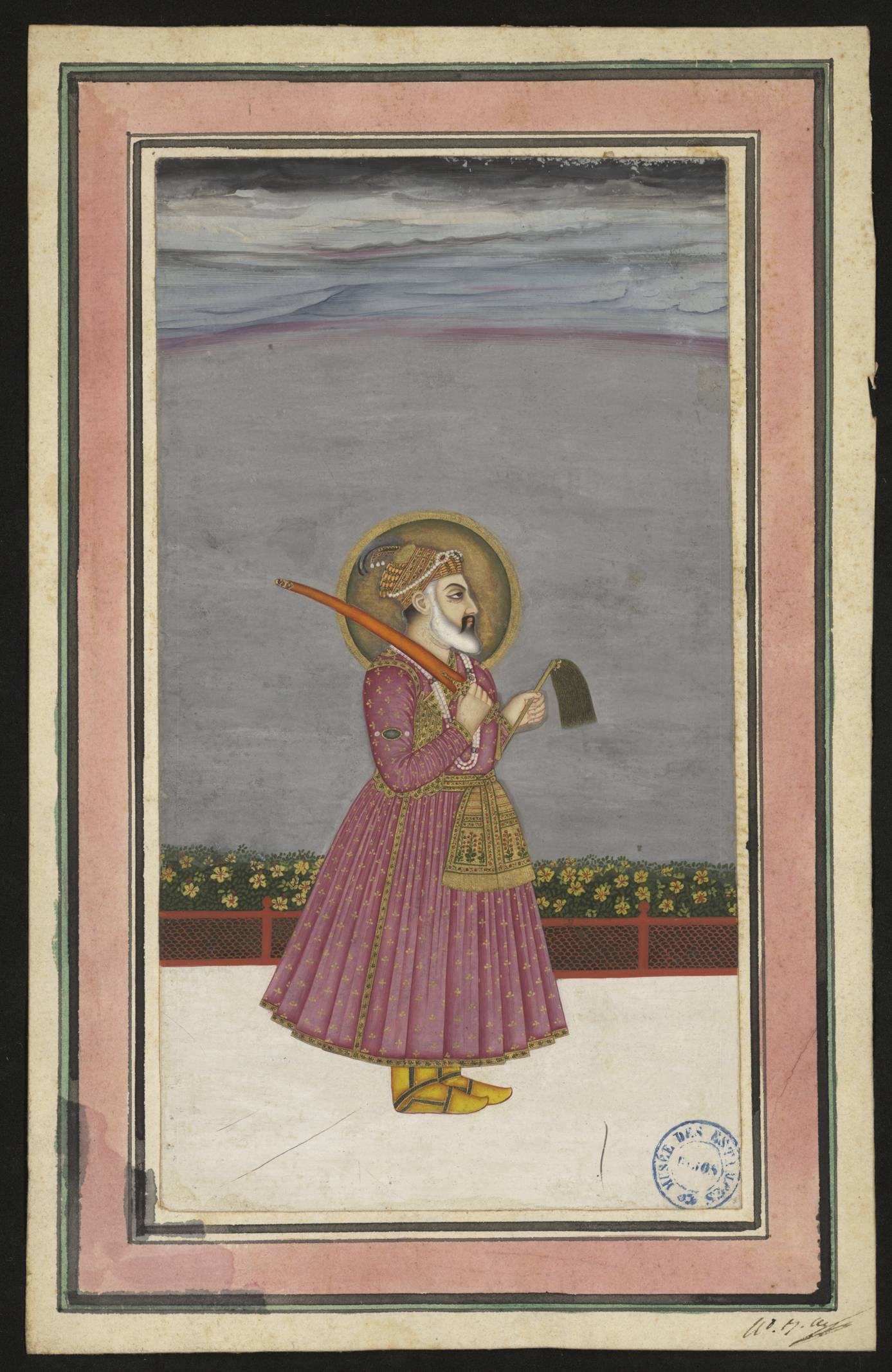
Portrait de dignitaire, peinture à la gouache, XVIIIe siècle, Inde, école de Murshidabad. Dijon, Bibliothèque municipale (Est. Art-52 3).

Jehannin de Chamblanc se procura de nombreuses peintures sur soie et sur papier qu’il incorpora dans son inventaire d’estampes, les regroupant par famille. Parmi ces peintures se trouvent des miniatures indiennes, regroupées dans la famille « peintures et mignatures indiennes », aujourd’hui conservée à la bibliothèque municipale de Dijon. Ces peintures sont peintes à la gouache, obtenue en mélangeant des pigments d’origine naturelle à de l’eau amidonnée ou à de la gomme arabique diluée. Les surfaces dorées et argentées sont appliquées à la feuille ou en solution avant les autres couleurs.
Ces peintures sont réparties selon deux grands thèmes: les représentations de dignitaires persans ou moghols et celle des métiers dont des artistes et des artisans. Parmi les peintures de dignitaires, seize appartiennent à l’école de Murshidabad, une des écoles mogholes provinciales qui se caractérise par des lignes dures et nettes, une palette de couleur froide, une exagération du modelé et un étirement prononcé de l’œil vers la tempe chez les femmes. Les portraits mettent en scène des figures isolées se détachant nettement sur un fond uni. Les membres de la famille impériale se distinguent par des auréoles et des aigrettes noires. Ce type de portrait connaît un grand succès au XVIIe et XVIIIe siècles. L’autre série de trente miniatures illustre divers métiers, s’inscrivant dans la tradition des représentations des castes et des métiers en Inde. Ce genre est très répandu dans la production picturale indienne dès le XVIIIe siècle et est souvent un souvenir de voyageurs européens.

#### Images du Nouvel An chinois de Jean-Baptiste Jehannin de Chamblanc
La collection de Jean-Baptiste Jehannin de Chamblanc témoigne d’un intérêt croisé remarquable pour l’art chinois et les estampes. Parmi ses acquisitions figurent 114 estampes regroupées sous l’appellation de « papiers chinois », dont une partie a été préservée à la bibliothèque de Dijon malgré les confiscations révolutionnaires. Ce fonds inclut notamment des Images du Nouvel An chinois (Nianhua 年画), un genre artistique populaire en Chine, utilisé à des fins décoratives et rituelles lors des festivités du Nouvel An.

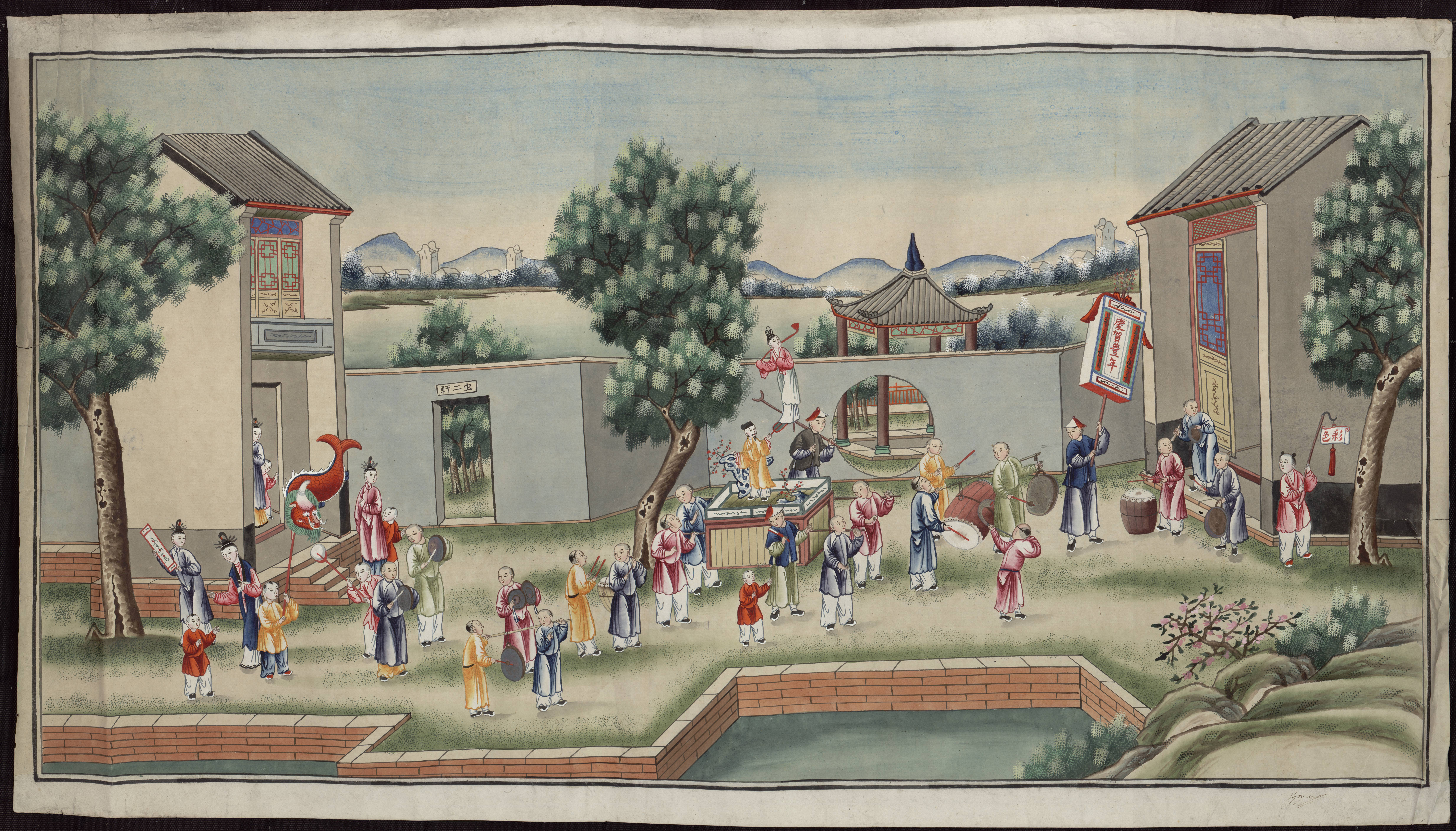
Image du Nouvel An chinois - Peinture - La scène d'une fête

Certaines de ces peintures chinoises, illustrant des scènes de la vie quotidienne, telles qu’une fête célébrée, la sortie d’un officier en procession, la riziculture et la construction de bâtiments, témoignent du dynamisme social et des traditions locales en Chine au XVIIIe siècle.
D’autres représentent des dieux des portes (Menshen 门神), figures protectrices associées à la mythologie chinoise, et assimilées en Occident à des « magots ».
L’intérêt de Jehannin de Chamblanc pour ces œuvres constitue un cas rare dans l’Europe du XVIIIe siècle, bien avant que les Images du Nouvel An chinois ne suscitent un véritable engouement chez les collectionneurs européens au XXe siècle.

### Révolution française et saisie de la collection à la fin duXVIIIesiècle

#### Saisies révolutionnaires
Au moment de la Révolution, Jean-Baptiste Jehannin de Chamblanc est installé à Fribourg, en Suisse. Considéré comme émigré, ses biens demeurés en France sous mis sous scellés en mars 1792. L'intervention en sa faveur du magistrat et savant dijonnais Guyton de Morveau permet d'éviter la dispersion de la collection par le décret du 10 octobre 1792 de la Convention nationale qui demande l'interruption de « toutes ventes de bibliothèque, autres objets scientifiques et monuments des arts, trouvés dans les maisons des émigrés ».

#### Inventaires des collections
Le directoire du district de Dijon nomme plusieurs personnalités responsables de l'inventaire de la collection. François Devosge (1732-1811), peintre et fondateur de l'École de dessin de la ville de Dijon, est chargé de répertorier les objets d'arts de la collection de Jehannin de Chamblanc en 1793 afin d'identifier les collections « réservées à la Nation et à l'instruction publique ». Un inventaire complémentaire des collections de Jehannin de Chamblanc est réalisé le 10 floréal an III (29 avril 1795) par Charles Fauchey. Il permet de donner une vision plus élargie de la collection, et notamment à la collection de pièces asiatiques qui ne se contentait pas de collectionner les chinoiseries en vogue à l'époque. Celui-ci fait mention d'un « habit chinois », de « cabarets en bois vernis » ou encore du cabinet chinois du collectionneur qui illustre le goût des objets asiatiques de Jehannin de Chamblanc. Ce cabinet chinois est encore en place dans la demeure du magistrat en 1798, pourtant vendue en 1795. Certains biens sont vendus, d'autres sont conservés au sein de différentes institutions dijonnaises.

#### Répartition de la collection et contribution au patrimoine national
L'École centrale installée au collège des Godrans, reçoit une partie des « morceaux d'histoire naturelle », le cabinet de physique et ses près de 800 instruments, ainsi qu'une partie du cabinet chinois de la collection, participant de la création du cabinet d'histoire naturelle de la Ville où les naturalia côtoyaient les collections de Jehannin de Chamblanc.
Une sélection de dessins et de peintures issues du cabinet chinois est envoyée au muséum de peintures et sculptures de la ville, aujourd'hui musée des Beaux-Arts de Dijon. Le premier catalogue des œuvres exposées au moment de l'ouverture du musée le 20 thermidor an VII (7 août 1799) signale plusieurs objets de la collection et fait état d'une section dédiée à la peinture chinoise. Une partie des collections envoyées au cabinet d'histoire naturelle de Dijon est renvoyée vers le musée des Beaux-Arts par le conservateur Févret de Saint-Mémin (1770-1852) dès 1826, enrichissant le fond extra-européen issu de cette saisie révolutionnaire. Quelques notices des pièces issues de la collection apparaissent ainsi dans le catalogue imprimé du musée de 1834 et sont mises à l'honneur dans l'exposition de 1958 consacrée à la collection de Jehannin de Chamblanc par le commissaire Pierre Quarré.
À la Bibliothèque municipale de la ville de Dijon sont aujourd'hui conservés des livres, estampes et quelques peintures d'Extrême-Orient issues de ses collections.

### Expographie

#### Expositions majeures

##### 1958: Exposition «Un Cabinet d'amateur dijonnais auXVIIIesiècle: La collection Jehannin de Chamblanc» au musée de Dijon.
La collection de Jehannin de Chamblanc a fait l'objet d'une exposition de Pierre Quarré en 1958 au musée de Dijon. S'intitulant « Un cabinet d'amateur dijonnais au XVIIIe siècle : La collection Jehannin de Chamblanc », elle met l'accent sur les objets Beaux-Arts issus de la collection. Toutefois, Pierre Quarré note la présence d'objets asiatiques au sein de la collection de Chamblanc même s'il considère que ces objets relèvent davantage de chinoiseries que d'objets artistiques présentant un réel intérêt : « goût de l'époque explique la présence de « chinoiseries » qui - il faut en convenir - représentent bien mal l'art de l'Extrême-Orient ». Ces œuvres sont attribuées au goût de l'époque sans faire l'objet d'une étude approfondie. Ce type de représentation reflète la perception occidentale des objets asiatiques comme des curiosités exotiques au XVIIIe siècle. S'ils témoignent d'un intérêt européen pour l'Asie, ils montrent également une vision encore réductrice et incomplète de la culture et de l'art asiatique.

##### 2023: Exposition «A portée d'Asie: collectionneurs, collecteurs et marchands d'art asiatique en France (1750 - 1930)» au musée des Beaux-Arts de Dijon.
Plus récemment, la collection d'oeuvres de Jehannin de Chamblanc a fait partie de l'exposition « A portée d'Asie collectionneurs, collecteurs et marchands d'art asiatique en France (1750 - 1930) » qui s'est tenue du 20 octobre 2023 au 5 février 2024 au musée des Beaux-Arts de Dijon. Dans cette exposition, le choix a été fait d'éclairer des figures moins connues du grand public, à l'instar de Jeahnnin de Chamblanc et de mettre de côté le « grand récit » du rassemblement des premières collections d'Asie. Cette fois, il s'agit de la collection asiatique de Chamblanc qui est mise à l'honneur.

#### Expositions annexes
D'autres expositions comme L'Or du Japon ont permis de mettre en lumière certains chefs-d'œuvre du cabinet chinois de Jehannin. L'Or du Japon, exposition qui s'est tenue en 2020, regroupait plus de 150 objets en laque, antérieurs à l'occidentalisation du Japon, du XVIe siècle à la fin de l'époque Edo. Cette exposition a révélé un cabinet japonais du XVIIe siècle, issu de la collection, comme le plus anciennement attesté en France parmi les objets nanban (terme désignant les objets japonais influencés par les Européens) recensés.
Le second objet révélé lors de cette exposition est un cabinet japonais plus tardif, fabriqué entre 1640 et 1680, avec un décor de laque noire et des motifs naturalistes en Maki-e, à savoir une technique japonaise qui consiste à produire un motif sur fond de laque noire, saupoudré de particules métalliques (or, étain...) et recouvertes ensuite d'une couche transparente de laque.